# Bityla sericea
Bityla sericea är en fjärilsart som beskrevs av Butler 1877. Bityla sericea ingår i släktet Bityla och familjen nattflyn. Inga underarter finns listade i Catalogue of Life.

## Bildgalleri

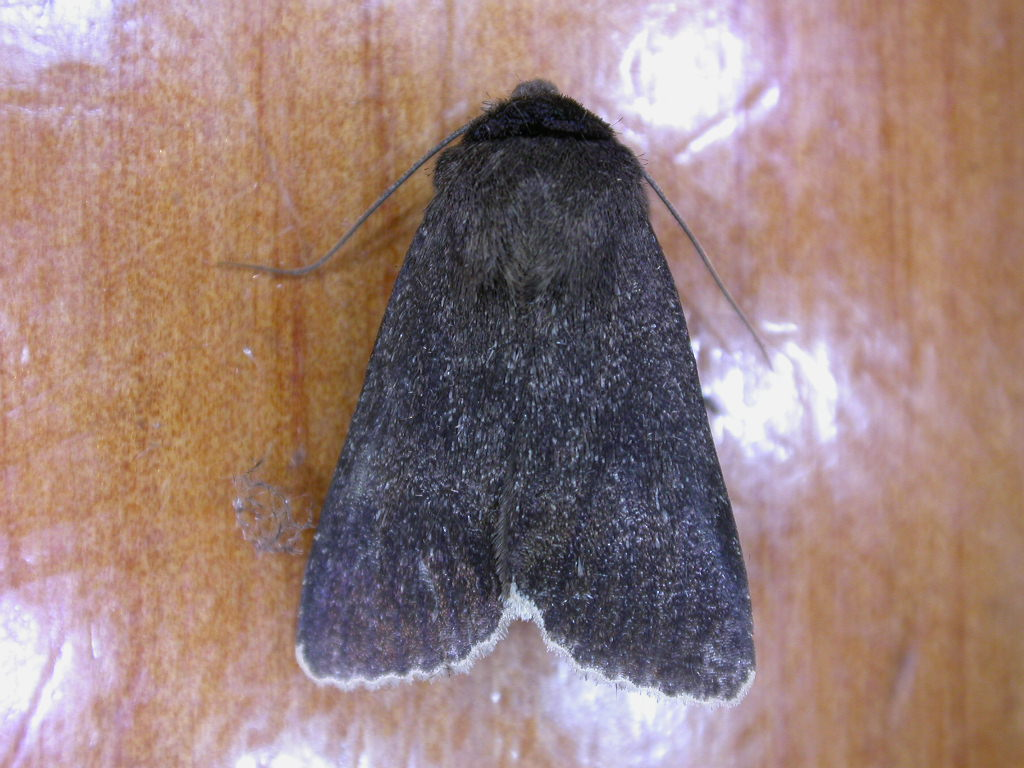